# Derby (Sportzeitung)
Derby, eigentlich Derby Sports und die letzten Monate auch Derby News, war eine griechische Sportzeitung mit Redaktionssitz in Athen.
Seit ihrer Gründung im Jahr 2000 berichtete die Zeitung über verschiedene Sportarten und Sportereignisse aus dem nationalen und internationalen Geschehen, wobei der Schwerpunkt beim Fußball lag. Wie auch ihre „Schwesterzeitungen“ I Prasini galt Derby seit ihrer Gründung als äußerst Panathinaikos-treu.
Derby zählt zu den sechs griechischen Sportzeitungen, die während der Wirtschaftskrise eingestellt wurden. Die letzte Ausgabe erschien am 9. Februar 2013. Wie ihr Direktor Kostas Gontzos damals kommentierte, führten geringe Verkaufszahlen ohne andere Einnahmen zum Niedergang des Unternehmens.
Wenngleich der große Schwerpunkt bei Panathinaikos lag, wurde auch über andere Vereine Griechenlands berichtet. Derby erschien außer an Feiertagen täglich und war im gesamten griechischsprachigen Raum erhältlich.